# 苍山马先蒿
苍山马先蒿（学名：Pedicularis tsangchanensis）是列当科马先蒿属的植物，是中国的特有植物。分布于中国大陆的云南等地，生长于海拔4,000米的地区，目前尚未由人工引种栽培。